# Allobates ranoides
Espèce
Synonymes
- Dendrobates ranoides Boulenger, 1918
- Colostethus ranoides (Boulenger, 1918)

Statut de conservation UICN

 CR  : 
En danger critique
Allobates ranoides est une espèce d'amphibiens de la famille des Aromobatidae.

## Répartition
Cette espèce est endémique du département de Meta en Colombie. Elle se rencontre entre 100 et 800 m d'altitude sur le versant amazonien de la cordillère Orientale.

## Publication originale
- Boulenger, 1918 : Descriptions of new South-American Batrachians. Annals and Magazine of Natural History, ser. 9, vol. 2, p. 427-433 (texte intégral).